# 莫里斯·贝纳永
莫奔（法語： 1957年3月—），中譯為莫里斯·貝納永，又名MoBen，是法國的先驅新媒體藝術家和理論家，現居香港。他的作品採用不同的媒體，包括（而且經常配合）視頻，置身其境式的虛擬現實、網絡、無線技術、表演、大型城市藝術裝置和互動展覽。
 

## 介紹
莫奔於1957年3月在阿爾及利亞的亞馬斯卡拉出生，於1958年移居法國 。在20世紀80年代的莫奔，拍攝以一眾當代藝術家為題材的錄像裝置和短片，包括Daniel Buren丹尼爾‧布罕、Jean Tinguely尚‧丁格利、Sol LeWitt索爾‧勒維特和Martial Raysse馬歇爾‧雷斯。在1987年，他創辦 Z-A，是計算機圖形學和虛擬現實的私人實驗室。在1990年和1993年之間，莫奔與比利時圖形小說家François Schuiten馮索瓦‧史奇頓合作電腦動畫系列Quarxs，以計算機圖形學去探索世界的變體和交替的物理定律。

## 虛擬現實及互動藝術裝置
1993年他的虛擬現實(Virtual Reality)的當代藝術項目《博物館背後的藝術》獲得了Villa Medicis Hors Les Murs 收藏。1994年後，莫奔曾參與多個虛擬現實及互動藝術裝置。其中一個被Jean-Paul Fargier尚‧保羅‧法基亞在「世界報」(1994年)形容為「第一個形而上學的視頻遊戲」 。從這一時期起，另一個重要作品，《大西洋底隧道》於1995年完成。這是一個遠程虛擬項目，把巴黎的龐畢度中心和蒙特利爾兩個當代美術館連結起來。它不但超越了技術性能的表現，而且是第一個洲際虛擬現實作品 (1994年Philippe Quéau菲利普‧葛歐稱之為“星際遠航” )。莫奔稱此裝置項目為「通信建築架構」， 是其獨一無二的代表作品。同時《大西洋底隧道》引進動態語義共享空間的概念，是繼Kit Galloway傑‧加洛韋和Sherrie Rabinovitz雪莉‧拉比諾維茨的《太空洞穴》後， 開拓另一種方式來探索通訊的極限。

《世界之表象：戰地狩獵圖》

1997年他跟Jean-Baptiste Barrière尚‧巴提巴里爾共同創作作品《世界之表象：戰地狩獵圖》，仿如是一次在戰爭的土地的攝影狩獵之旅， 疑似是一種身臨其境的裝置藝術，更是首個以戰爭、參與及記憶為題的虛擬藝術作品。其作品經常被視為虛擬藝術的參考，更在1998年獲授予奧地利Ars Electronica電子藝術節Golden Nica大獎， 電子藝術大獎是互動藝術界別中最高榮譽的獎項。

## 互動展覽設計
在維萊特科學城期間，莫奔先後於1997年完成了《導航室》和 2001年完成了《膜》兩項創作。《導航室》可以透過高度個性化的訪問和具體內容，給每個訪客一份個人網頁作為結束, 可視為沉浸式互動教育展覽的。而《膜》是《變形人》展覽的核心項目，是一個與現場參觀者的呼吸和感覺產生互動的大型空間面積 。
在德國漢諾威EXPO2000「幻影星際」展示廳中的《全景表》，是擴增實境的一個創新的應用程式； 由François Schuiten弗朗索瓦‧史奇頓來執行。他與建築師斯托夫‧克羅於2006年在巴黎凱旋門內共同創作的永久展覽《戰爭/和平》，在2007年2月正式對外開放。
2005年莫奔為法國文化年在中國構思和執行展覽《世界之城》，這是一個溶合藝術和科學的巨型裝置，分別在上海、北京、成都和重慶展出。2008年他在上海的大型城市互動裝置《蠕蟲》，把人轉換成閃存代碼，然後變為這個城市本身。莫奔2005年開發《情緒力學》系列作品，提出在新的經濟隱喻模式裡，互聯網可以作為世界神經系統和世界情緒的一個可能的材料。
而今莫奔把視野拓展至城市媒體藝術， 在2014年他以策展人身份推出「開闊天空計劃」(Open Sky Project)，藝術家可以透過「開闊天空畫廊」項目(Open Sky Gallery)，而學生則透過「開闊天空校園項目」(Open Sky Campus)在環球貿易廣場ICC視頻幕牆展示作品，這是全球最大的視頻幕牆，總面積共70,000 平方米，即全香港所有視頻幕牆百分之五十的總面積。這個項目令超過100位藝術家和學生有機會在這所特殊的公共空間展示作品。
作為一個理論家，莫奔創造臨界融合的概念，融合小說和現實的混淆來解碼世界；而擴展相對論是從物理模式去理解這個主觀觀數據挖掘和城市導航的過程。他視他的近期作品為一種開放藝術模式，改寫了Jon Ippolito喬恩‧伊波利托，打破傳統的藝術形式、媒體和經濟計劃的藝術。

## 學術背景
莫奔從1984年至2010年在巴黎第一大學出任助理教授，並連同巴黎第八大學創立CITU研究中心及出任藝術總監。 CITU(Création Interactive Transdisciplinaire Universitaire)致力於新興藝術形式的研究與創造（R＆C），其間他更制定了許多國際性合作的藝術與科學研究計劃。
1995-1997年，莫奔為法國美術學院ENSBA的特邀藝術家和教授。
2008年，莫奔開設了他的網誌《垃圾堆》，傾滿著百廢待興的藝術項目，是他在巴黎第一大學由Prof. Anne-Marie Duguet 帶領的博士論文：實踐藝術的設論：運行中的藝術意圖；這讓他以傑出的表現獲取一等榮譽 (très honorable avec felicitations du jury)，是法國的學術體系中的最高榮譽。
他於2010年成為巴黎第八大學的副教授，2011年在該大學中帶領創立H2H實驗室（人際實驗室），是一群組公營和私營的實驗室，展望以藝術作為人類媒介的一種先進形式。同年由巴黎第八大學主導，連合創立研究實驗室Arts-H2H Labex (Lab of Excellence)。他在2012年8月加入香港城市大學成為創意媒體學院的教授，於2014-2018年成為研究生學院及博士課程的主席。
莫奔在各重要大學和國際會議上進行了300多場受邀和主題演講，其中包括哥倫比亞大學，康奈爾大學，杜克大學，加利福尼亞大學洛杉磯分校， 聖地亞哥加利福尼亞大學，加利福尼亞大學聖塔芭芭拉分校，舊金山藝術大學，帕森斯設計學院，多倫多大學，倫敦大學學院，倫敦大學金匠學院，巴黎综合理工学院，巴黎高等師範學院，慶應義塾大學，中央美術學院等 。

## 重要概念

### 臨界融合 （Critical Fusion）
莫奔所指的融合為虛幻與現實的融合。 這引出了蓋伊·德博德所說的社會的舞台場面（Society of the Spectacle）。 這個名字是受臨界質量（Critical Mass）和核聚變（Nuclear Fusion） 的混合物 "Critical Fusion"所啟發而得來的。當引入虛幻是一種揭示不可見的方式而不是隱藏現實的方式時，"以虛幻與現實的融合去解讀世界”，“臨界融合”便是融合的一種實踐。
概念的歷史
莫奔以定義他在虛擬或物理公共空間中的行為，首次提出了臨界融合的概念。 
2002年在首爾街道上展出的作品 小心！Watch Out! ，幫助人們了解到他們是作品的主導者同時也是其受害者。 其他作品如上海的 NeORIZON 和所有 情感力學 系列，甚至是在網上的作品，都基於相同的原理：使用事實、數據以呈現未來世界的情感狀態（Emotions Forecast，2011）。

### 城市的化妝品（Urban Cosmetics）
當藝術家的作品試圖通過娛樂和裝飾來美化城市時，莫奔便提出了城市的化妝品，而 城市的化妝品 正是關鍵融合的對立。
概念的歷史
在2013年悉尼的ISEA會議期間，首次引入了"城市的化妝品"的概念。該會議在動感悉尼節 Vivid Sydney festival 期間舉行。 
這個概念針對於藝術家對公共空間的干預合法化，在描述應避免或根本不應視為持續的藝術實踐上發揮作用。

### 全球一體 (the Global Body)
馬歇爾·麥克盧漢提出全球村的概念後，信息網絡的發展改變了人類互動的狀態。莫奔（Maurice Benayoun）將互聯網視為世界神經系統。任何建立聯繫的人都變得像神經末梢般捕獲、傳輸和共享信息。互聯的世界等同於全球一體。整個身體能立即感覺到影響身體各部位的任何東西。
概念的歷史
自2008年以來，莫奔經常使用該概念。

### 延伸相對論 (Extended Relativity)
一個從物理形式理解主觀數據採集和城市導航過程的模型。
該模型使莫奔創建了 KITSUN ，一種基於主觀性的城市生存指南針。 他與一個與他同名的著名核物理科學家莫里斯·貝納永（Maurice Benayoun）一起寫了兩篇論文。
[9] 莫奔創造了名詞 Web Cubed 或 Web3 （Urban Web Cube Project，2010）以表達科技演進的另一水平，從 Web 2.0，Web 3.0（本地化項目）開始，Web3 在移動網絡的維度上融合了主觀性。

### 神經設計 (Neuro-Design)
神經設計是一種基於BCI（腦機交互 Brain-Computer Interaction）的設計方法。
神經設計不是將心理圖像從大腦影射到機器，而是通過觀察設計者在生物反饋過程中的正負情緒來評估動態的形狀。
神經設計是一種物理被動交互的形式，它基於電腦生成的形態與大腦之間的反饋迴路。電腦生成的形狀視為人造生命形態，大腦則視為是該形式進化以生存的生態系統。
以一種繼承形式，從一個用戶致使的形態傳輸到另一個用戶的致使的形態，主要形態的敘述由接下來的設計者繼承，創建了一系列迭代 （Iteration），這些迭代基於評估不同參與中致使的多個形態，逐步將個人設計轉變為一個集體過程。
概念的歷史
該概念是 腦工廠 項目 Brain Factory project （香港，2014年）的基礎上開發的，也是Big Reificator項目（巴黎，2011年）的擴展。價值的價值、區塊鏈上的交易藝術，2019年，也建基於神經設計。

### 昇華與物化 (Sublimation and Reification)
莫奔確定了這兩個主要趨勢，這些趨勢決定了人類面對物質性的體驗的演變。 昇華是從化學中藉用的術語，它是將世界轉換為可以同時被自然或人工智能處理的數據的操作。 這允許物理及其絕對控制的認知整合。 物化 Reification 則源於卡爾·馬克思 Karl Marx，就是將思想轉化為物。 過程中需要應用EEG (腦電圖 electroencephalogram）和BCI (腦機交互 Brain-Computer Interaction），以及3D打印等建築技術。
概念歷史
這些概念為 Big Reificator 系列作品的理論基礎做出了貢獻，Big Reificator 後來開發成為與托比亞斯·克萊因 Tobias Klein 合作的項目腦工廠 Brain Factory。

### 交易美學 (Transactional Aesthetics)
交易美學是一種藝術實踐，它基於以交換信息材料、過程、數據和藝術品的交易為媒介。 
概念的歷史
莫奔圍繞IN OUT項目（2008年）開發了該概念，IN OUT 項目是基於“連繫創造connective creation" 或“點對點 Peer to Peer”創作的參與性實驗。隨著互聯網和在地項目的發展，它很快成為The Art Collider (一個由SFAI，舊金山藝術學院，加州大學伯克利分校，康奈爾大學和許多其他國際合作夥伴包括ΑΑΟ項目，Lina Stergiou) 組成的“藝術品網絡” ，製作彼此互賴共生的藝術品，質問知識產權和自然創造 (ex nihilo creation) 的概念。
其他相關項目例如 Dump 和 Opendump 這些分享未完成的藝術項目的網上平台，更引起藝術家反思他們已經發布的項目，都是典型的交易美學。 Ecosmosis互動裝置環境和Social Collider互動城市行動，預示可如何再公開審思人類的交易、美學和社會範式，其後成為雅典市雅典智囊團獎的獲得者（AAO project 2012）。後來，基於區塊鏈的加密貨幣藝術項目 VoV 價值的價值（The Values of Values，2018），或許是最能辨認為交易藝術的項目。

### 基礎現實主義（Infra-realism）
法語中的基礎現實主義，可以被理解為“過程現實主義”，是在1990年代早期提出的，用來描述發端於三維電腦動畫的新的現實主義形式。
概念的歷史
在創作作品Quarxs期間（1989年-1993年），作者莫奔就計劃把他的基礎現實主義和描摹反射光世界的視覺現實主義區分開來。莫奔也把基礎現實主義稱為“深度現實主義”或者“表面下的深層現實主義”，意思是超越了知覺表面，形狀從物理，光學，化學或生物性程序起源。我們可以把這個叫做程序，參數，生成或者生物性的模擬。為了說明這個莫奔在個性和演講中的概念，可以形象的用表現水來區別一下，光照的效果可以被轉化成形狀或色彩，而生成同樣的效果就要考慮流體模擬和光傳播算法。 ”雲，水，煙，而且可以模擬類似鳥和魚的絨絮狀行為……光反射甚至還被開發了一個物理現象應用程序，這些都已經畫家和攝影師實踐的視覺分析的自動化，而是深層現實被三維計算機圖形現實主義激活了。
在虛擬現實和增強現實中
莫奔1993年後創作的虛擬現實作品，如“是邪惡的曲線嗎”或者“亞特蘭大地下隧道”就常常涉及到基礎現實主義。的概念，其中甚至提到人工智能的使用。

## 獎項

《大西洋底隧道》

《世界之城》

＊2014年		奧地利電子藝術大獎媒體藝術先軀組別，提名獎
- 2012年6月	希臘雅典，絕對智囊團獎
- 2009年6月	巴黎互動媒體藝術，SACD獎項
- 2009年4月	巴黎數碼藝術，石英大獎
- 2005年1月	巴黎網路藝術，金獎
- 2005年		法國肖維岩洞最佳多媒體項目
- 2000年		巴黎富蘭克林羅斯福地鐵站 建築比賽，與尚努維爾獲優勝獎
- 1998年		奧地利電子藝術大獎互動媒體藝術組別， Golden Nica大獎
- 1996年		滿地可公開標題組別《96未來形象》二等獎
- 1996年2月	摩納哥蒙特卡洛市《Imagina1996 》公開標題組別，Pixel INA二等獎
- 1995年10月	洛杉磯公開組別國際監播大獎最佳成就入圍
- 1995年		奧地利林茨電子藝術節榮譽提名獎
- 1994年10月	葡萄牙Espinho動漫電影節最佳歐洲動漫電影，Jose Abel 獎
- 1994年11月	法國圖盧茲F.A.U.S.T《創造空間》銀獎
- 1994年6月	奧地利電子藝術大獎，榮譽二等獎
- 1994年2月	摩納哥蒙特卡洛市《Imagina ‘94 》小說組別三等獎
- 1993年		洛杉磯國際監播大獎最佳電子特技獎
- 1993年		洛杉磯國際監播大獎最佳視頻塗彩設計獎
- 1993年		洛杉磯國際監播大獎最佳電腦動畫提名
- 1993年		摩納哥蒙特卡洛市《Imagina ‘93 》公開標題組別，Pixel INA一等獎
- 1993年		摩納哥蒙特卡洛市《Imagina ‘93 》小說組別，三等獎
- 1991年11月	巴黎SCAM第三維度獎，一等獎
- 1991年10月	巴黎《Paris Cité 1991》，最佳劇本獎
- 1991年		奧地利電子藝術大獎，榮譽提名獎
- 1991年		拉斯維加斯美國計算機協會Truevision competition藝術動畫組別，一等獎
- 1990年		巴黎《Paris Cité 》，靜態影像獎
- 1990年		巴黎科技圖像大賽，通信圖像一等獎

## 選錄作品

《魔鬼是彎曲的嗎？》

- 1994年 		《大問題： 上帝是扁平的嗎？》
- 1995年 		虛擬的現實裝置 《魔鬼是彎曲的嗎？》
- 1996-7年 	互聯網參與作品 《而我呢？》
- 1998年   		奧地利電子藝術大獎互動媒體藝術組別金尼卡獎作品《世界之表象：戰地狩獵圖》
- 1999年  		虛擬的現實互聯網裝置「通信漂流」《越界聊天》
- 2000年  		互動裝置「集體視網膜回憶」《藝術㢠嚮》
- 2000年  		遠程虛擬互動裝置《Labylogue》
- 2000年  		互動裝置《某人、某處、某刻 ，所以．這樣．如此》
- 2004年  		城市裝置《小心》
- 2005年  		巨型互動裝置《世界之城》
- 2005年 - 	系列作品《情緒力學》
- 2008年  		城市互動裝置《蠕蟲》
- 2008年  		互動雕塑《還在動》
- 2005年 - 	網誌《垃圾堆》
- 2010年  		網絡遊戲《前生》
- 2010年   		互聯網城市屏幕《情感預告》
- 2011年  		樂器《Dildomatic opera》
- 2011年  		香水 - 當代藝術的精神《白色空間》
- 2011年  		互聯網合作作品《手無寸鐵的公民》
- 2012年   		互聯網即時同步視頻，城市屏幕《佔領華爾街屏幕》
- 2012年  		雅典互動裝置展《浸透世界》
- 2012年  		首爾、聖荷西、香港、滿地可遠程信息處理裝置《世界各地的隧道》
- 2012年  		首爾廣場互聯網，城市屏幕《E-SCAPE TODAY!》